# Осеа Колінісау
Рату Осеа Рамоді Колінісау (фідж. Ratu Osea Ramodi Kolinisau, 17 листопада 1985, Сува) — фіджійський регбіст, який є гравцем та капітаном збірної Фіджі з регбі-7. У складі команди став чемпіоном Олімпійських ігор 2016 року в Ріо-де-Жанейро.

## Спортивна кар'єра
Осеа Колінісау дебютував за фіджійську регбійну збірну на турнірі «Dubai Sevens» у 2008 році. Уперше він був капітаном збірної на переможному для фіджійців турнірі Dubai Sevens та на Світовій серії регбі-7 сезону 2013—2014 років, на якій фіджійці зайняли третє місце. У сезонах 2014—2015 та 2015—2016 років був капітаном команди, яка виграла Світову серію регбі-7. У сезоні 2014—2015 років став найрезультативнішим регбістом Світової ліги.
У травні 2016 року Осеа Колінісау був включений до складу збірної на Олімпійські ігри. На церемонії відкриття ігор Колінісау був прапороносцем фіджійської команди. На цьому турнірі Колінісау також був капітаном фіджійської регбійної збірної.
11 серпня 2016 року в фіналі олімпійського турніру збірна Фіджі перемогла збірну Великої Британії у фіналі чоловічого регбійного турніру із рахунком 43-7, та здобули першу в історії Фіджі олімпійську медаль. та стала першим олімпійським чемпіоном з регбі-7.
12 серпня 2016 року Осеа Колінісау разом із іншими членами фіджійської регбійної збірної нагороджено найвищою державною нагородою Фіджі — Орденом Фіджі, та присвоєно почесне звання Офіцера Ордену Фіджі.

## Титули і досягнення
- Олімпійський чемпіон (1):

2016